# Сникеры
Сникеры (англ. sneakers, 'to sneak '— красться; не путать со «snickers» — шоколадные батончики) — подвид спортивной обуви, иначе — кроссовки, получивший своё название из-за возможности бесшумного передвижения в этой обуви с резиновой подошвой. В англоязычных странах слово сникер может относиться и к кедам.
Сникеры, как правило, обладают достаточно толстой плоской подошвой и массивным верхом. Сникеры являются неотъемлемой частью уличной моды, но по-прежнему остаются спортивной обувью.
Сникеры всегда имели отношение к музыке и субкультурам, основанным на музыкальных стилях и направлениях. Расцвет популярности данной обуви наблюдается в начале 70-х годов XX века. К 1990-м годам сникеры уже прочно вошли в стрит-культуру и стали символом таких субкультур, как хип-хоп и хардкор. Так, в разные годы различные модели сникеров предпочитали панки, хипхоперы, рэперы и так называемые трешеры .

## История сникеров
История сникеров началась в XIX веке. В те времена люди носили обувь с резиновой подошвой, которая называлась «плимзолы». В 1892 году Маркус Конверс открывает свою собственную фабрику Converse по производству резиновой обуви. К 1915 году фабрика набирает популярность и начинает производить обувь для тенниса. В 1917 году на свет появляется одна из самых популярных моделей баскетбольных кед — Converse All-Star. В том же году кеды именуются сникерами, потому что человек, ходящий в них, передвигался крайне бесшумно.

## Виды сникеров
- Баскетбольные
- Теннисные
- Беговые
- Тренировочные
- Скейтовые

- Высокие
- Низкие
- Средние
- Сапоги

## Мировая известность
В наше время сникеры являются частью уличного стиля. Их производят ведущие мировые бренды, появляется понятие под названием «сникер-культура». В 2002 году запускается австралийский журнал «Sneaker Freaker». В 2009 году журнал начинал издаваться в России. Проводится огромное количество мероприятий, посвящённых «сникер-культурам», одно из них — Faces&Laces.